# Margaret Nevinson
Margaret Wynne Nevinson (Leicester, 11 januari 1858 - Hampstead, 8 juni 1932) was een Britse schrijfster en voorvechter van het vrouwenkiesrecht.

## Jeugd en huwelijk
Margaret Jones werd op 11 januari 1858 geboren in Leicester en groeide op in een gezin met vijf broers. Van haar vader, pastor Timothy Jones, leerde ze Grieks en Latijn. Vervolgens ging ze naar een kloosterschool en uiteindelijk naar een school in Parijs waar ze haar opleiding afrondde. Op 18 april 1884 trouwde ze met Henry Nevinson en verhuisde ze naar Whitechapel. Het stel kreeg twee kinderen, Mary Nevinson, een getalenteerde muzikante en Christopher Nevinson, die kunstschilder werd. Na de geboorte van Christopher kreeg Margaret last van post-partumdepressie.

## Carrière
In 1880 begon Jones met het lesgeven op de South Hampstead High School voor meisjes. Nadat ze in 1884 met Henry Nevinson getrouwd was ging ze aan het werk bij Toynbee Hall, een liefdadigheidsorganisatie die zich inzette voor het beschikbaar maken van onderwijs voor kinderen uit arme gezinnen. In 1887 verhuisde Nevinson met haar gezin naar Hampstead, waar ze wederom lesgaf aan de South Hampstead High School. Vervolgens werd ze schooldirecteur in het East End van Londen. Uiteindelijk werd ze in 1904 een Poor Law Guardian. Hierbij richtte ze zich vooral op de effecten van de Poor Law op vrouwen met een achtergrond in de arbeidersklasse.

## Activisme
Nevinson was een fervent voorvechter van vrouwenkiesrecht. Ze was dan ook fanatiek aanhanger van een verscheidenheid aan vrouwenorganisaties, waaronder de National Union of Women's Suffrage Societies, de Church League for Women's Suffrage en de Women Writers' Suffrage League. In 1906 sloot ze zich aan bij de Women's Social and Political Union, omdat ze ontevreden was met de voortgang van de National Union of Women's Suffrage Societies. In 1907 begon ze echter ook kritiek te uiten op het bestuur van de Women's Social and Political Union, dit zou namelijk besluiten nemen zonder de leden naar hun mening te vragen. Ook vond ze dat een kleine groep rijke vrouwen, waaronder Emmeline Pethick-Lawrence, Clare Mordan en Mary Blathwayt, te veel invloed had binnen de organisatie. Hierop besloot ze in de herfst van 1907, samen met 70 andere vrouwen, de Women's Social and Political Union te verlaten en de Women's Freedom League op te richten. Nevinson werd de penningmeester van de tak van de organisatie in Hampstead. Haar man, Henry Nevinson, richtte in diezelfde tijd, samen met een aantal vrienden en gelijkdenkenden, de Men's League for Women's Suffrage op.

## Huwelijksproblemen en overlijden
Henry Nevinson begon een affaire met Evelyn Sharp, waardoor hij steeds minder tijd thuis spendeerde en gaf toe dat hij zijn huwelijk met Margaret verschrikkelijk vond. Volgens hem werd dit veroorzaakt door haar "conservatieve en katholieke houding en haar neigingen om het altijd met hem oneens te zijn" Ondanks de wederzijdse problemen is het huwelijk nooit ontbonden. In 1928 deed Margaret een zelfmoordpoging, waarbij ze probeerde zichzelf te verdrinken in een badkuip, deze was echter niet succesvol. Uiteindelijk overleed ze op 8 juni 1932 aan nierfalen.